# Pristurus adrarensis
Espèce
Statut de conservation UICN

 DD  : Données insuffisantes
Pristurus adrarensis est une espèce de geckos de la famille des Sphaerodactylidae.

## Répartition
Cette espèce est endémique de la région d'Adrar en Mauritanie.

## Description
C'est une espèce diurne et terrestre. Ce reptile est insectivore et consomme la plupart des insectes et arthropodes de taille adaptée. Les deux mâles connus étaient plus élancés que la seule femelle connue ; la coloration était un peu plus foncée et plus brune que grise ; la crête dorso-caudale était plus développée.

## Publication originale
- Geniez & Arnold, 2006 : A new species of Semaphore gecko Pristurus (Squamata: Gekkonidae) from Mauretania, represents a 4700km range extension for genus. Zootaxa, n. 1317, p. 57–68.